# Ламинци (језеро)
Ламинци је језеро у општини Градишка, Република Српска, БиХ. Налази у мјесту Ламинци, 3 километра од магистралног пута Градишка — Бања Лука.

## Туризам
Језеро се у љетном периоду користи као купалиште, а на његовој обали постоји уређена плажа. Језеро посјећују и риболовци.

## Екосистем
Језеро је станиште штуке, сома, шарана, костреша, амура, толстолобике, и бабушке.